# Banque libre
Une banque libre telle que la définit Kevin Dowd est un système financier qui n'implique pas de banque centrale ni aucun autre régulateur financier, y compris le gouvernement, cela afin que les institutions financières puissent agir librement, tel que défini par les forces en présence sur le marché.

## Théorie
La question fondamentale généralement adressée à la théorie des banques libres est : comment un système bancaire et monétaire peut-il s'organiser sous une politique de laissez-faire ?
Sorti en 1987, l'article The Evolution of a Free Banking System offre une explication de la progression de la dématérialisation des dépôts sous une politique de laissez-faire. Cette explication débute par l'idée de création d'une monnaie comme moyen d'échange et se termine sur les institutions de compensation bancaires.
L'hypothèse que les systèmes monétaires peuvent fonctionner facilement sans réglementation des États soulève la question suivante: pourquoi les États interviennent-ils dans la régulation de la monnaie?
Lawrence White et George A. Selgin, professeurs d'économie, suggèrent que la cause de cette intervention s'explique par le fait que les pressions fiscales imposées aux gouvernements leur imposent de rechercher à extraire des sources de capitaux aux principaux détenteurs de la monnaie.
Or, selon Friedrich Hayek dans son livre Denationalisation of Money, la concurrence est bénéfique et un système de monnaie privée ne pose pas de problèmes. À l'opposé, dit-il, il y a de gros problèmes si le gouvernement s'en charge.

## Histoire
Plus de 100 pays adoptèrent ce système durant l'essor du système des banques libres écossaises qui dura près d'un siècle, comme, entre autres, l'Allemagne, l'Italie, la Belgique, l'Espagne, le Portugal et la Grèce.
- Canada (1891 à 1934). Aucune banque canadienne ne fit faillite durant la grande Dépression de 1929 et ce, en partie à cause de son absence de banque centrale, à l'existence de réseaux de succursales et à la collaboration interbancaire mis en place par l'Association des Banquiers Canadiens. Cependant, le 3 juillet 1934, la Loi sur la Banque du Canada fut adoptée, ce qui amena à la création de la Banque centrale du Canada[6].

- Écosse (1716 à 1845). Ce pays développa un système de concurrence entre banques. Chacune appliquait le système de compensation des billets de banque. Les échanges se faisaient deux fois par semaine et la balance était immédiatement équilibrée. Dès le début, elles adoptèrent un système de branches et, comparé aux autres pays, elles eurent un développement beaucoup plus rapide de leurs banque de dépôt ainsi que des techniques de prêts.

- France (1796-1803). Quelques années après la révolution française, par la loi du 24 Germinal an XI, Napoléon Ier donna le monopole de l'émission des billets à la Banque de France pour une valeur minimale de 500 francs qui s'étendait sur une durée de 15 ans[7].

La Première Guerre mondiale fut un point tournant dans l'histoire des banques libres. Le Canada et la Nouvelle-Zélande  adoptèrent une forme de contrôle gouvernemental des provisions en argent afin d'aider la finance de leur engagement dans la guerre. La Société des Nations fit un mémorandum pour que chaque nation qui n'avait pas une banque centrale en ait une.
La dernière banque libre fut celle du Venezuela, qui fut remplacé par une banque centrale en 1940.

## Citations
- Quand un gouvernement interdit à une compagnie quelconque le droit de mettre dans la circulation des billets au porteur n'enfreint-il pas une règle du droit naturel qui permet à tout homme de contracter des engagements, s'il en trouve un autre qui juge ces engagements dignes de sa confiance ? (Jean-Baptiste Say)
- Tant que les affaires monétaires sont entre les mains du gouvernement, l'étalon-or avec toutes ses imperfections est le seul système tolérable; mais on peut certainement mieux faire, et sans l'intervention du gouvernement. (Friedrich Hayek)